# إبراهيم بن أورمة
أبو إسحاق إبراهيم بن أورمة الأصبهاني، إمام ثبت من الثقات، مفيد الجماعة ببغداد. عاش خمسا وخمسين سنة. ومات في أواخر سنة ست وستين ومائتين.

## روايته للحديث النبوي
- حدث عن: محمد بن بكار بن الريان، وصالح بن حاتم بن وردان، وعاصم بن النضر، وعبيد الله بن معاذ، وعباس العنبري، وعمرو بن علي الفلاس، وطبقتهم.
- روى عنه: أبو بكر ابن أبي الدنيا، ومحمد بن يحيى بن منده، وأبو بكر ابن الباغندي، وآخرون.
- الجرح والتعديل: قال الدارقطني: هو ثقة، حافظ نبيل. وقال أبو الحسين بن المنادي: ما رأينا في معناه مثله، مرض وكان ينتخب على عباس الدوري. قال أبو نعيم الحافظ: فاق إبراهيم بن أورمة أهل عصره في المعرفة والحفظ، وأقام بالعراق يكتبون بفائدته.